# Pegomya lycii
Pegomya lycii este o specie de muște din genul Pegomya, familia Anthomyiidae, descrisă de Fan în anul 1991. Conform Catalogue of Life specia Pegomya lycii nu are subspecii cunoscute.